# The Alters
The Alters est un jeu vidéo de survie développé et publié par 11 bit Studios. Dans le jeu, le joueur prend le contrôle de Jan, un mineur de l'espace qui doit créer des versions alternatives de lui-même afin de survivre sur une planète inhospitalière. Il est sorti sur PlayStation 5, Microsoft Windows et Xbox Series le 13 juin 2025.

## Système de jeu
Dans The Alters, le joueur prend le contrôle d'un mineur nommé Jan Dolski. Jan doit piloter une base massive en forme de roue le long de la surface de la planète pour rester hors de portée du soleil, ce qui peut le tuer à cause des radiations mortelles. Il s'agit d'un jeu de survie dans lequel le joueur doit explorer la planète et extraire des ressources et des matériaux essentiels au maintien et à l'expansion de la base. Des infrastructures, comme des pylônes électriques, doivent être construites pour alimenter les équipements miniers. L'extension de la base est similaire à des jeux tels que Fallout Shelter et XCOM, le joueur étant chargé d'attacher de nouvelles salles et des modules à la base, améliorant ainsi ses capacités et conservant le contenu de son équipage. Chaque segment du jeu est chronométré, car le soleil se lèvera et effacera tout l'équipage du joueur. Une seconde du temps réel équivaut à une minute de jeu.
Pour survivre et s'échapper avant le lever du soleil, le personnage du joueur doit créer des « Alters » à l'aide d'un cristal nommé Rapidium. Les Alters sont des versions alternatives de lui-même qui ont fait des choix de vie différents et qui ont donc leurs propres compétences, modes de vie et personnalités. Grâce à un système appelé « Arbre de vie », le Jan original peut examiner son propre chemin de vie et choisir quel Alter donner vie. Les alters peuvent proposer des solutions aux problèmes auxquels le joueur est actuellement confronté. Par exemple, le scientifique Jan pourrait aider le joueur à rechercher de nouvelles façons de naviguer dans les environnements hostiles du jeu. Chaque Alter a ses propres émotions, besoins et peurs, et le joueur doit régulièrement vérifier leur statut. S’ils sont laissés sans surveillance, ils peuvent agir de manière imprudente, entraînant des conséquences imprévues. Par exemple, un Alter souffrant de membres fantômes peut décider de se démembrer après avoir été négligé à plusieurs reprises par le joueur. Il y a un nombre maximum d'altérations qu'un joueur peut créer en une seule partie.

## Développement
The Alters est actuellement développé par le studio de développement de jeux polonais 11 bit Studios, qui a déjà travaillé sur This War of Mine et Frostpunk. Le jeu est révélé par 11 bit Studios en juin 2022 lors du PC Gaming Show.
L'artiste principal Tomasz Kisilewicz a expliqué à la presse que le jeu est influencé par les thrillers psychologiques et a ensuite décrit The Alters comme un « jeu étrange »,. Il décrit la collecte de ressources comme « la base même » de l'économie du jeu, le temps étant la ressource la plus précieuse du jeu. Bien qu'il existe de multiples façons pour le joueur de résoudre un certain problème, il n'aura pas le temps d'accomplir toutes les tâches et doit donc réfléchir de manière stratégique et hiérarchiser ses objectifs. En ce qui concerne le gameplay, le jeu s'inspire de Satisfactory. L'idée originale de The Alters est de demander au joueur de construire et de gérer une base dans l'espace en créant diverses copies de lui-même. L'histoire du jeu, axée sur la manière dont les choix de vie et les décisions peuvent avoir conduit à des résultats très différents, a été créée pour compléter le décor. L’équipe souhaitait que ces choix de vie soient pertinents, car ils sont également couramment rencontrés par les personnes dans la vraie vie. Selon le studio, « chaque Alter a une personnalité et une histoire très soigneusement préparées avec lesquelles le joueur peut interagir tout en jouant ».
La sortie de The Alters est prévue sur PlayStation 5, Windows et Xbox Series au dernier trimestre de 2024. Néanmoins, elle est repoussée au premier trimestre de 2025 alors qu'un temps de production trop court n'aurait pas permis aux développeurs d'aboutir à un jeu de bonne qualité, selon la raison invoquée par le PDG de 11 bit Studios Przemysław Marszał.

### Note
- (en) Cet article est partiellement ou en totalité issu de l’article de Wikipédia en anglais intitulé « The Alters » (voir la liste des auteurs).